# Âm thanh vòm

Âm thanh vòm 16,2 kênh

Âm thanh vòm là một kỹ thuật để làm phong phú độ trung thực và độ sâu của tái tạo âm thanh bằng cách sử dụng nhiều kênh âm thanh từ các loa bao quanh người nghe (các kênh vòm). Ứng dụng đầu tiên của nó là trong rạp chiếu phim. Trước âm thanh vòm, hệ thống âm thanh nhà hát thường có ba "kênh màn hình" âm thanh, từ các loa đặt trước khán giả ở bên trái, giữa và phải. Âm thanh vòm thêm một hoặc nhiều kênh từ loa phía sau người nghe, có thể tạo cảm giác âm thanh phát ra từ bất kỳ hướng ngang 360° nào xung quanh người nghe. Các định dạng âm thanh vòm khác nhau trong các phương pháp tái tạo và ghi âm cùng với số lượng và vị trí của các kênh bổ sung. Thông số âm thanh vòm phổ biến nhất, tiêu chuẩn 5.1 của ITU, yêu cầu 6 loa: Center (C) ở phía trước người nghe, Trái (L) và Phải (R) ở các góc 60 ° ở hai bên của trung tâm, và Left Surround (LS) và Right Surround (RS) ở các góc 100-120°, cộng với một loa siêu trầm có vị trí không quan trọng.
Âm thanh vòm thường có vị trí người nghe hoặc điểm ngọt nơi hiệu ứng âm thanh hoạt động tốt nhất và thể hiện phối cảnh cố định hoặc chuyển tiếp của trường âm thanh cho người nghe tại vị trí này. Kỹ thuật này tăng cường nhận thức về không gian âm thanh bằng cách khai thác việc cục bộ hóa âm thanh; khả năng của người nghe để xác định vị trí hoặc nguồn gốc của âm thanh được phát hiện theo hướng và khoảng cách. Điều này đạt được bằng cách sử dụng nhiều kênh âm thanh riêng biệt được định tuyến đến một dãy loa.